# Vila Nova de Paiva
Vila Nova de Paiva es un municipio portugués del distrito de Viseu, região Centro y comunidad intermunicipal de Viseu Dão-Lafões, con cerca de 1400 habitantes.

## Geografía
Es sede de un municipio con 177,37 km² de área y 4662 habitantes (2021), subdividido en cinco freguesias. El municipio está limitado al norte por Tarouca, al este por Moimenta da Beira, al este y sur por Sátão, al sudoeste por Viseu y al oeste y norte por Castro Daire.

## Demografía
| Gráfica de evolución demográfica de Vila Nova de Paiva entre 1864 y 2021 |
|                                                                          |
| Datos según el nomenclátor publicado por el INE portugués.               |

## Organización territorial
El municipio de Vila Nova de Paiva está formado por cinco freguesias:
- Pendilhe
- Queiriga
- Touro
- Vila Cova à Coelheira
- Vila Nova de Paiva, Alhais e Fráguas

## Patrimonio

### Jardines europeos
Proyecto de jardín, integrado en la iniciativa Interreg III con participación de localidades España, Portugal y Francia.
- Modúbar de la Emparedada contempla plantar unos 1000 árboles en nueve hectáreas de una escombrera y acondicionar la vía férrea Santander-Mediterráneo
- Vila Nova de Paiva en el parque natural de la Sierra de la Estrella, rehabilitando un viejo vivero para contribuir a la recuperación de sus bosques, caracterizados por una importante degradación.
- Guarda Vila Soeiro también persigue recuperar un bosque, devastado por un incendio.
- La Chaise-Dieu en el parque natural de Livradois-Forez frenado de la invasión de árboles resineros, sustituyéndolos por frutales y creando un vivero de plantas medicinales.

Se realizó en varias fases: Planificación, jornadas de trabajo en la red de jardines, contacto con entidades el sudoeste europeo, intercambio de árboles y plantación, ejecución de mini-infraestructuras, actividades de promoción con página web  , campo de trabajo joven, celebración del Seminario Internacional sobre Recuperación de Espacios Degradados , Taller Internacional sobre Soluciones para el futuro de la Red de Jardines y publicación: Árboles medicinales del Sudoeste Europeo .